# مری الیزابت وینستد
مری الیزابت وینستد (به انگلیسی: Mary Elizabeth Winstead) (زاده ۲۸ نوامبر ۱۹۸۴) بازیگر آمریکایی است.
از جمله او در فیلم‌های مقصد نهایی ۳، کریسمس سیاه، ضد مرگ و موجود (فیلم ۲۰۱۱) که همه در ژانر وحشت هستند، بازی کرده‌است.
وینستد همچنین در سال ۲۰۰۷ در فیلم اکشن جان‌سخت ۴ در کنار بروس ویلیس به ایفای نقش پرداخت.
نقش آفرینی وی در سیاه مست (فیلم ۲۰۱۲) که در سال ۲۰۱۲ در جشنواره Sundance اکران شد، تحسین منتقدین بسیاری از جمله پیتر ترورس منتقد مجله رولینگ استون را دربرداشته‌است.

## زندگی شخصی
او یکی از قربانیان هک تصاویر چهره‌های سرشناس ۲۰۱۴ است.
او در این باره گفته‌است: 
می‌خواهم به کسانی که هم‌اکنون به عکس‌هایی که من سال‌ها پیش با همسرم در خلوت خانه‌مان گرفته‌ام نگاه می‌کنند، بگویم که امیدوارم احساس خوبی نسبت به خودتان داشته باشید.

## فیلم‌شناسی
| سال  | نام فیلم                         | نقش                                           | توضیحات | ارجاع(ها)   |
| ---- | -------------------------------- | --------------------------------------------- | --- | ----------- |
| ۲۰۰۵ | حلقه دو                          | اولین جوان                                    | |             |
| ۲۰۰۵ | Checking Out                     | Lisa Apple                                    | |             |
| ۲۰۰۵ | اسکای‌های                         | Gwendolyn 'Gwen' Grayson/Sue Tenny/Royal Pain | |             |
| ۲۰۰۶ | مقصد نهایی ۳                     | وندی کریستنسن                                 | | [ ۱ ]       |
| ۲۰۰۶ | بابی                             | سوزان تیلور                                   | Hollywood Film Festival Award for Best Ensemble Cast Nominated—جایزه گزینش منتقدان برای بهترین گروه بازیگری Nominated—جایزه انجمن بازیگران فیلم برای گروه بازیگران برجسته در یک فیلم سینمایی |             |
| ۲۰۰۶ | کریسمس سیاه                      | Heather Lee-Fitzgerald                        | Nominated—جایزه اسکریم for Scream Queen |             |
| ۲۰۰۶ | دختر کارخانه‌ای                   | Ingrid Superstar                              | Minor role (cameo) |             |
| ۲۰۰۷ | گرایندهاوس: ضد مرگ               | Lee Montgomery                                | |             |
| ۲۰۰۷ | جان‌سخت ۴                         | جان مک‌کلین                                    | |             |
| ۲۰۰۸ | Make It Happen                   | Lauryn Kirk                                   | |             |
| ۲۰۱۰ | اسکات پیلگریم در برابر دنیا      | رامونا ویکتوریا فلاورز                        | نامزد—آی‌جی‌ان for Best Ensemble Cast نامزد—جوایز برگزیده نوجوانان برای بازیگر زن برگزیده | [ ۳ ]       |
| ۲۰۱۱ | موجود                            | دکتر کیت لوید                                 | |             |
| ۲۰۱۲ | سیاه‌مست                          | کیت هانا                                      | |             |
| ۲۰۱۲ | آبراهام لینکلن: شکارچی خون‌آشام   | مری تاد لینکلن                                | |             |
| ۲۰۱۲ | نگاهی به درون ذهن چارلز سوان سوم | Victoria                                      | |             |
| ۲۰۱۳ | اکنون شگفت‌انگیز                  | هالی کیلی                                     | |             |
| ۲۰۱۳ | ای.سی.او.دی                      |                                               | |             |
| ۲۰۱۶ | مرد ارتشی سوئیس                  | سارا                                          | |             |
| ۲۰۱۶ | شماره ۱۰ خیابان کلاورفیلد        | میشل                                          | |             |
| ۲۰۱۸ | همه‌چیز دربارهٔ نینا               | نینا گلد                                      | | [ ۴ ]       |
| ۲۰۱۹ | مرد ماه جوزا                     | دنی زاکاروسکی                                 | | [ ۵ ] [ ۶ ] |
| ۲۰۱۹ | بخش‌هایی که از دست می‌دهی          | گیل                                           | | [ ۷ ]       |
| ۲۰۲۰ | پرندگان شکاری                    | هلنا برتینلی/هانترس                           | پس‌تولید | [ ۸ ]       |
| ۲۰۲۱ | کیت (فیلم)                       |                                               | پس‌تولید | [ ۹ ]       |

| سال       | نام اثر                  | نقش             | Notes                                                                                    |
| --------- | ------------------------ | --------------- | ---------------------------------------------------------------------------------------- |
| ۱۹۹۷      | Touched by an Angel      | Kristy          | episode 3.27: "A Delicate Balance" (minor guest)                                         |
| ۱۹۹۹      | Passions                 | Jessica Bennett | Series regular Nominated—جایزه هنرمند جوان for Best Young Actress in a Daytime TV Series |
| ۱۹۹۹      | The Long Road Home       | Annie Jacobs    |                                                                                          |
| ۲۰۰۲–۲۰۰۱ | دریاچه گرگ               | Sophia Donner   | Series regular                                                                           |
| ۲۰۰۴      | Monster Island           | Madison         |                                                                                          |
| ۲۰۰۴      | Tru Calling              | Bridget Elkins  | Episode 1.08: "Closure" (supporting guest)                                               |
| ۲۰۱۰      | "Flawz" by کیتلین کروسبی | Herself         | نماهنگ                                                                                   |
| ۲۰۱۱      | Showing Up               | Herself         |                                                                                          |
| ۲۰۱۷      | فارگو                    | نیکی سوانگو     | نقش اصلی در فصل ۳                                                                        |